# Латгалско възвишение
Латгалското възвишение (на латвийски: Latgales augstiene; на беларуски: Латгальскае ўзвышша; на руски: Латгальская возвышенность) е ниско възвишение в западната част на Източноевропейската равнина, в югоизточната част на Латвия и крайната северна част на Беларус (Витебска област).
Разположено е в басейна на реките Даугава (Западна Двина), Дубна, Малта и Резекне. Максимална височина връх Лиелайс-Лиепукалис 289 m 56°16′16″ с. ш. 27°39′19″ и. д. / 56.271111° с. ш. 27.655278° и. д., разположен източно от езерото Резекне. Основата на възвишението е изградена от девонски мергели и доломити, а повърхността му е покрита с рохкави моренно-глинести, древноезерни и флувиоглациални наслаги. Релефът му е моренно-хълмист с характерни древни ледникови форми (ками, ледникови долини, езерни котловини). Има над 600 езера, най-големи от които са: Рушону, Резнас, Сивера, Еша, Дридза и др. Цялото възвишение е покрито с иглолистни (смърч, бор) и смесени (дъб, клен и др.) гори. Живописните езера с малки острови в тях, историческите и архитектурните паметници привличат множество туристи. Основната земеделска култура отглеждана на възвишението е лен. Има множество населени маста, в т.ч. градовете Резекне, Прейли, Дагда и Краслава.